# Louis Meerts
Louis Meerts (Boom, 7 mei 1920 - Wilrijk, 27 juli 2007) was een Belgisch journalist, redacteur, auteur en bestuurder.

## Levensloop
Meerts groeide op in Geel, alwaar hij de humaniora volgde aan het Sint-Aloysiuscollege. Vervolgens studeerde hij moderne geschiedenis aan de Katholieke Universiteit Leuven, alwaar hij in 1946 promoveerde tot doctor in de geschiedenis.
In 1947 ging hij aan de slag op de studiedienst van het ACW als secretaris van Paul-Willem Segers. Tevens was hij omstreeks deze periode samen met Werenfried van Straaten stichter van Oostpriesterhulp-Kerk in Nood. In 1949 volgde hij Louis Kiebooms op als hoofdredacteur van Gazet van Antwerpen, een functie die hij zou uitoefenen tot aan zijn pensionering in 1985, hij werd in deze hoedanigheid opgevolgd door Lou De Clerck. In 1984 kreeg hij de Europese Persprijs van de Beweging voor de Verenigde Staten van Europa toegekend.
Daarnaast doceerde hij vanaf 1963 aan de Katholieke Universiteit Leuven, waar hij van 1971 tot 1988 buitengewoon hoogleraar communicatiewetenschappen en media-ethiek was. Tevens doceerde hij aan de Katholieke Vlaamse Hogeschool te Antwerpen. Later was hij voorzitter van de Lessius Hogeschool, waar hij in 2006 werd gehuldigd met de installatie van een leerstoel over de thema's gemeenschap, ethiek, politiek en media. Na zijn pensionering gaf hij als gastprofessor jaarlijks cursussen communicatie aan de Pauselijke Universiteit Gregoriana te Rome.
Voorts was hij voorzitter van de Bond van Katholieke Journalisten van België (1964 tot 1967), het katholieke persagentschap CIP en de Internationale Unie van de Katholieke Pers (UCIP). Op lokale vlak was hij onder andere voorzitter van de kerkfabriek van de Christus-Koningparochie te Antwerpen en kerkmeester van de Onze-Lieve-Vrouwekathedraal.
Hij was de schoonvader van Herman Van Goethem.